# Claudia (hija de Clodio)

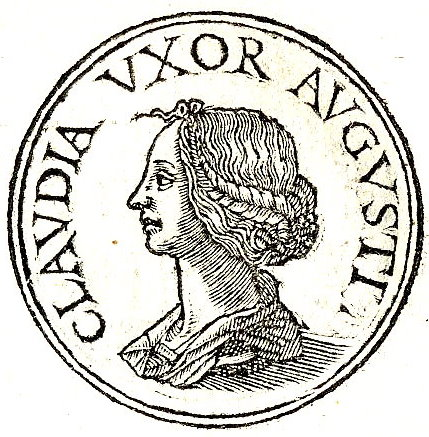
Medalla de Claudia en el Promptuarii iconum insigniorum de Guillaume Rouille (1553)

Claudia fue una dama romana del siglo I a. C., primera esposa del emperador Augusto.

## Familia
Claudia fue miembro de los Claudios Pulcros. Fue hija de Fulvia y su primer marido Clodio. Era hijastra del triunviro Marco Antonio y media hermana de Marco Antonio Crético y Julo Antonio.

## Vida
Nació  entre el año 57 o 56 a. C. Marco Antonio fue el tercer marido de su madre. Como Clodio había hecho con anterioridad, Antonio estuvo encantado de aceptar el dinero de ella para impulsar su carrera. Tras el asesinato de Julio César el 15 de marzo del año 44 a. C., Antonio formó el Segundo Triunvirato con Augusto y Lépido y se embarcó en una serie de proscripciones salvajes. Para consolidar la alianza política, Fulvia ofreció a su hija Claudia al joven Augusto como esposa, mientras que Lépido ofreció a la sobrina de su esposa, Servilia. Octaviano aceptó a Claudia. No se sabe mucho de su matrimonio y sobrevive poca información sobre Claudia. Estas acciones causaron incomodidad política y social, pero cuando Augusto se divorció de ella para contraer un matrimonio más ventajoso con una acaudalada viuda llamada Escribonia, la propia Fulvia decidió emprender la acción. Ya que un hombre no necesitaba excusas para divorciarse en Roma, Augusto simplemente adujo que le resultaba molesta. El matrimonio de Augusto con Claudia nunca fue consumado. La devolvió a su madre con una carta informándola de que la devolvía «en perfecto estado». Su destino posterior se desconoce.